# Cúntis

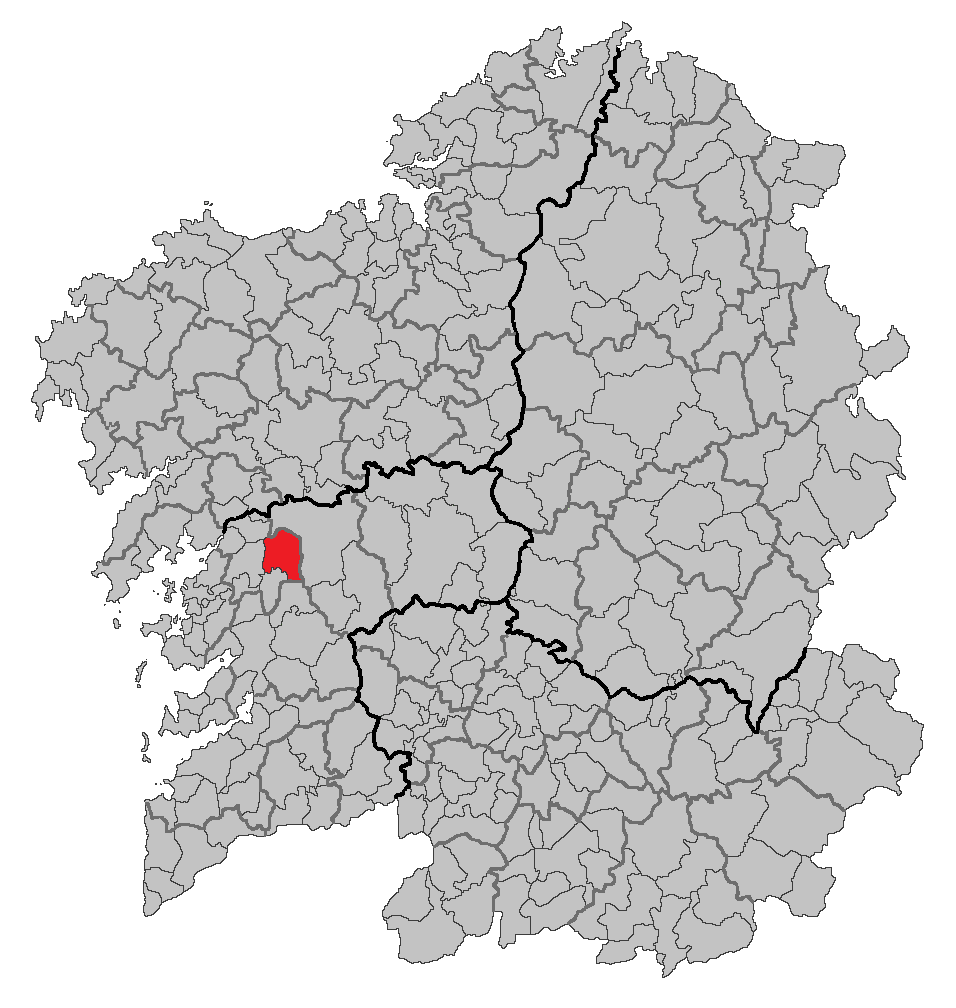
Localização de Cuntis

Cúntis (Cuntis) é um município da Espanha na província de Pontevedra, comunidade autónoma da Galiza, de área 79,8 km² com população de 5443 habitantes (2004) e densidade populacional de 67,73 hab/km².

## Demografia
| Variação demográfica do município entre 1991 e 2004 | Variação demográfica do município entre 1991 e 2004 | Variação demográfica do município entre 1991 e 2004 | Variação demográfica do município entre 1991 e 2004 |
| --------------------------------------------------- | --------------------------------------------------- | --------------------------------------------------- | --------------------------------------------------- |
| 1991                                                | 1996                                                | 2001                                                | 2004                                                |
| 6080                                                | 5834                                                | 5530                                                | 5443                                                |